# Llista d'asteroides/74901–75000
| Nom     | Designació provisional | Data de descobriment | Lloc de descobriment | Descobridor/s |
| ------- | ---------------------- | -------------------- | -------------------- | ------------- |
| 74901 - | 1999 TP124             | 4 d'octubre, 1999    | Socorro              | LINEAR        |
| 74902 - | 1999 TS124             | 4 d'octubre, 1999    | Socorro              | LINEAR        |
| 74903 - | 1999 TT124             | 4 d'octubre, 1999    | Socorro              | LINEAR        |
| 74904 - | 1999 TV124             | 4 d'octubre, 1999    | Socorro              | LINEAR        |
| 74905 - | 1999 TQ125             | 4 d'octubre, 1999    | Socorro              | LINEAR        |
| 74906 - | 1999 TF129             | 6 d'octubre, 1999    | Socorro              | LINEAR        |
| 74907 - | 1999 TB136             | 6 d'octubre, 1999    | Socorro              | LINEAR        |
| 74908 - | 1999 TE138             | 6 d'octubre, 1999    | Socorro              | LINEAR        |
| 74909 - | 1999 TV139             | 6 d'octubre, 1999    | Socorro              | LINEAR        |
| 74910 - | 1999 TX139             | 6 d'octubre, 1999    | Socorro              | LINEAR        |
| 74911 - | 1999 TZ139             | 6 d'octubre, 1999    | Socorro              | LINEAR        |
| 74912 - | 1999 TE140             | 6 d'octubre, 1999    | Socorro              | LINEAR        |
| 74913 - | 1999 TL141             | 6 d'octubre, 1999    | Socorro              | LINEAR        |
| 74914 - | 1999 TA143             | 7 d'octubre, 1999    | Socorro              | LINEAR        |
| 74915 - | 1999 TL143             | 7 d'octubre, 1999    | Socorro              | LINEAR        |
| 74916 - | 1999 TM143             | 7 d'octubre, 1999    | Socorro              | LINEAR        |
| 74917 - | 1999 TT143             | 7 d'octubre, 1999    | Socorro              | LINEAR        |
| 74918 - | 1999 TE144             | 7 d'octubre, 1999    | Socorro              | LINEAR        |
| 74919 - | 1999 TS144             | 7 d'octubre, 1999    | Socorro              | LINEAR        |
| 74920 - | 1999 TU144             | 7 d'octubre, 1999    | Socorro              | LINEAR        |
| 74921 - | 1999 TA145             | 7 d'octubre, 1999    | Socorro              | LINEAR        |
| 74922 - | 1999 TV146             | 7 d'octubre, 1999    | Socorro              | LINEAR        |
| 74923 - | 1999 TE151             | 7 d'octubre, 1999    | Socorro              | LINEAR        |
| 74924 - | 1999 TF151             | 7 d'octubre, 1999    | Socorro              | LINEAR        |
| 74925 - | 1999 TB152             | 7 d'octubre, 1999    | Socorro              | LINEAR        |
| 74926 - | 1999 TH153             | 7 d'octubre, 1999    | Socorro              | LINEAR        |
| 74927 - | 1999 TK153             | 7 d'octubre, 1999    | Socorro              | LINEAR        |
| 74928 - | 1999 TE154             | 7 d'octubre, 1999    | Socorro              | LINEAR        |
| 74929 - | 1999 TF156             | 7 d'octubre, 1999    | Socorro              | LINEAR        |
| 74930 - | 1999 TL156             | 15 d'octubre, 1999   | Socorro              | LINEAR        |
| 74931 - | 1999 TA159             | 9 d'octubre, 1999    | Socorro              | LINEAR        |
| 74932 - | 1999 TC161             | 9 d'octubre, 1999    | Socorro              | LINEAR        |
| 74933 - | 1999 TB162             | 9 d'octubre, 1999    | Socorro              | LINEAR        |
| 74934 - | 1999 TQ166             | 10 d'octubre, 1999   | Socorro              | LINEAR        |
| 74935 - | 1999 TC172             | 10 d'octubre, 1999   | Socorro              | LINEAR        |
| 74936 - | 1999 TD172             | 10 d'octubre, 1999   | Socorro              | LINEAR        |
| 74937 - | 1999 TO172             | 10 d'octubre, 1999   | Socorro              | LINEAR        |
| 74938 - | 1999 TC174             | 10 d'octubre, 1999   | Socorro              | LINEAR        |
| 74939 - | 1999 TO174             | 10 d'octubre, 1999   | Socorro              | LINEAR        |
| 74940 - | 1999 TX174             | 10 d'octubre, 1999   | Socorro              | LINEAR        |
| 74941 - | 1999 TB175             | 10 d'octubre, 1999   | Socorro              | LINEAR        |
| 74942 - | 1999 TO177             | 10 d'octubre, 1999   | Socorro              | LINEAR        |
| 74943 - | 1999 TW177             | 10 d'octubre, 1999   | Socorro              | LINEAR        |
| 74944 - | 1999 TN178             | 10 d'octubre, 1999   | Socorro              | LINEAR        |
| 74945 - | 1999 TV178             | 10 d'octubre, 1999   | Socorro              | LINEAR        |
| 74946 - | 1999 TA179             | 10 d'octubre, 1999   | Socorro              | LINEAR        |
| 74947 - | 1999 TB181             | 10 d'octubre, 1999   | Socorro              | LINEAR        |
| 74948 - | 1999 TJ181             | 11 d'octubre, 1999   | Socorro              | LINEAR        |
| 74949 - | 1999 TK187             | 12 d'octubre, 1999   | Socorro              | LINEAR        |
| 74950 - | 1999 TO188             | 12 d'octubre, 1999   | Socorro              | LINEAR        |
| 74951 - | 1999 TX190             | 12 d'octubre, 1999   | Socorro              | LINEAR        |
| 74952 - | 1999 TP191             | 12 d'octubre, 1999   | Socorro              | LINEAR        |
| 74953 - | 1999 TA193             | 12 d'octubre, 1999   | Socorro              | LINEAR        |
| 74954 - | 1999 TB194             | 12 d'octubre, 1999   | Socorro              | LINEAR        |
| 74955 - | 1999 TL195             | 12 d'octubre, 1999   | Socorro              | LINEAR        |
| 74956 - | 1999 TP195             | 12 d'octubre, 1999   | Socorro              | LINEAR        |
| 74957 - | 1999 TN196             | 12 d'octubre, 1999   | Socorro              | LINEAR        |
| 74958 - | 1999 TL197             | 12 d'octubre, 1999   | Socorro              | LINEAR        |
| 74959 - | 1999 TD198             | 12 d'octubre, 1999   | Socorro              | LINEAR        |
| 74960 - | 1999 TR198             | 12 d'octubre, 1999   | Socorro              | LINEAR        |
| 74961 - | 1999 TV200             | 13 d'octubre, 1999   | Socorro              | LINEAR        |
| 74962 - | 1999 TW200             | 13 d'octubre, 1999   | Socorro              | LINEAR        |
| 74963 - | 1999 TX200             | 13 d'octubre, 1999   | Socorro              | LINEAR        |
| 74964 - | 1999 TA205             | 13 d'octubre, 1999   | Socorro              | LINEAR        |
| 74965 - | 1999 TS205             | 13 d'octubre, 1999   | Socorro              | LINEAR        |
| 74966 - | 1999 TB208             | 14 d'octubre, 1999   | Socorro              | LINEAR        |
| 74967 - | 1999 TA210             | 14 d'octubre, 1999   | Socorro              | LINEAR        |
| 74968 - | 1999 TW212             | 15 d'octubre, 1999   | Socorro              | LINEAR        |
| 74969 - | 1999 TZ215             | 15 d'octubre, 1999   | Socorro              | LINEAR        |
| 74970 - | 1999 TF217             | 15 d'octubre, 1999   | Socorro              | LINEAR        |
| 74971 - | 1999 TO217             | 15 d'octubre, 1999   | Socorro              | LINEAR        |
| 74972 - | 1999 TT218             | 15 d'octubre, 1999   | Socorro              | LINEAR        |
| 74973 - | 1999 TP220             | 1 d'octubre, 1999    | Catalina             | CSS           |
| 74974 - | 1999 TN222             | 2 d'octubre, 1999    | Catalina             | CSS           |
| 74975 - | 1999 TJ231             | 5 d'octubre, 1999    | Catalina             | CSS           |
| 74976 - | 1999 TG232             | 5 d'octubre, 1999    | Anderson Mesa        | LONEOS        |
| 74977 - | 1999 TC233             | 7 d'octubre, 1999    | Catalina             | CSS           |
| 74978 - | 1999 TY234             | 3 d'octubre, 1999    | Catalina             | CSS           |
| 74979 - | 1999 TP236             | 3 d'octubre, 1999    | Catalina             | CSS           |
| 74980 - | 1999 TT236             | 3 d'octubre, 1999    | Catalina             | CSS           |
| 74981 - | 1999 TB240             | 4 d'octubre, 1999    | Catalina             | CSS           |
| 74982 - | 1999 TJ242             | 4 d'octubre, 1999    | Catalina             | CSS           |
| 74983 - | 1999 TP242             | 4 d'octubre, 1999    | Catalina             | CSS           |
| 74984 - | 1999 TW248             | 8 d'octubre, 1999    | Catalina             | CSS           |
| 74985 - | 1999 TD251             | 5 d'octubre, 1999    | Socorro              | LINEAR        |
| 74986 - | 1999 TZ251             | 8 d'octubre, 1999    | Socorro              | LINEAR        |
| 74987 - | 1999 TZ253             | 11 d'octubre, 1999   | Anderson Mesa        | LONEOS        |
| 74988 - | 1999 TN258             | 9 d'octubre, 1999    | Socorro              | LINEAR        |
| 74989 - | 1999 TO262             | 15 d'octubre, 1999   | Anderson Mesa        | LONEOS        |
| 74990 - | 1999 TO264             | 2 d'octubre, 1999    | Socorro              | LINEAR        |
| 74991 - | 1999 TD269             | 3 d'octubre, 1999    | Socorro              | LINEAR        |
| 74992 - | 1999 TT269             | 3 d'octubre, 1999    | Socorro              | LINEAR        |
| 74993 - | 1999 TU270             | 3 d'octubre, 1999    | Socorro              | LINEAR        |
| 74994 - | 1999 TH271             | 3 d'octubre, 1999    | Socorro              | LINEAR        |
| 74995 - | 1999 TQ271             | 3 d'octubre, 1999    | Socorro              | LINEAR        |
| 74996 - | 1999 TV271             | 3 d'octubre, 1999    | Socorro              | LINEAR        |
| 74997 - | 1999 TP274             | 6 d'octubre, 1999    | Socorro              | LINEAR        |
| 74998 - | 1999 TV276             | 6 d'octubre, 1999    | Socorro              | LINEAR        |
| 74999 - | 1999 TM278             | 6 d'octubre, 1999    | Socorro              | LINEAR        |
| 75000 - | 1999 TM279             | 7 d'octubre, 1999    | Socorro              | LINEAR        |